# Al-Aziziyah, al-Suqaylabiyah
Al-Aziziyah (tiếng Ả Rập: العزيزية) là một ngôi làng ở phía bắc Syria nằm trong phó huyện Qalaat al-Madiq thuộc huyện Al-Suqaylabiyah ở tỉnh Hama. Theo Cục Thống kê Trung ương Syria (CBS), al-Aziziyah có dân số 1.828 người trong cuộc điều tra dân số năm 2004. Cư dân của nó chủ yếu là Alawites.